# Alemaia
Alemaia är ett släkte av insekter. Alemaia ingår i familjen dvärgstritar.
Kladogram enligt Catalogue of Life:
| Alemaia | \| \| Alemaia parviceps \| \| \| \| \| \| Alemaia producta \| \| \| \| |
|         | \| \| Alemaia parviceps \| \| \| \| \| \| Alemaia producta \| \| \| \| |
|         | Alemaia parviceps                                                      |
|         |                                                                        |
|         | Alemaia producta                                                       |
|         |                                                                        |